# Fritz Grobba
Fritz Konrad Ferdinand Grobba (nacido como Arthur Borg, alias Fritz Grobb, alias Franz Gehrke) (Gartz, Alemania, 1886 - Bonn, Alemania, 1973) fue un diplomático de Alemania que prestó servicios como embajador germano en Medio Oriente durante la República de Weimar y el Tercer Reich.

## Biografía
Fritz Grobba nació en la localidad de Gartz, Brandeburgo, en la época del Imperio Alemán con el nombre de Arthur Borg, aunque en su juventud recibió el apodo de "El Turco" por parte de sus condiscípulos en la Universidad de Berlín, donde estudió leyes, economía e idiomas orientales. Tras graduarse en 1913, Borg empezó a trabajar para el Ministerio de Asuntos Exteriores de su país y su primer puesto fue en el consulado alemán de Jerusalén (entonces parte del Imperio Otomano).
En la Primera Guerra Mundial Borg fue reclutado por el Reichsheer y luchó en el frente occidental, aunque luego fue destinado a apoyar a la misión militar alemana ante el Imperio Otomano, participando en las operaciones militares de las tropas turcas en Medio Oriente. Herido en la guerra, Borg se casó con una mujer árabe de origen sirio y se convirtió al islamismo; de vuelta a su patria tras terminar la guerra, Borg se estableció en Baviera, donde falleció su esposa.
En septiembre de 1922 Borg volvió al servicio diplomático de la República de Weimar y fue transferido a un puesto administrativo encargado de las relaciones con el Medio Oriente. En octubre de 1923 Borg fue enviado a Kabul como cónsul alemán en Afganistán, pero fue llamado de vuelta a Berlín en abril de 1926, sirviendo nuevamente en su puesto administrativo dedicado al Medio Oriente, especializándose en Irán, Afganistán y la India Británica, y siguiendo sus estudios sobre la cultura e idiomas de Oriente Medio.
En octubre de 1932 Borg fue enviado nuevamente en misión diplomática, con el cargo de embajador alemán en Irak, instalándose en Bagdad. Para esa fecha, por un consejo del general Erich Ludendorff, Borg se dedicó a participar en las intrigas políticas de Medio Oriente, para lo cual cambió su nombre a Fritz Konrad Ferdinand Grobba, abreviándolo a Fritz Grobba.
Fritz Grobba actuó como embajador alemán en Irak, por saber el idioma árabe y el turco, y estimulando en lo posible el nacionalismo árabe. Después de que Adolf Hitler asumiera el gobierno de Alemania en enero de 1933, Grobba continuó en sus funciones diplomáticas pero tratando de estimular el nacionalismo de los pueblos árabes en oposición a la influencia de Gran Bretaña en la región, y presentando al Tercer Reich como una potencia que podría apoyar a las naciones del Medio Oriente en este objetivo.
Tras la muerte del rey Faisal I el 8 de septiembre de 1933, Grobba convenció al rey Gazi I de que enviara a un grupo de oficiales del ejército iraquí para entrenarse en Alemania y viceversa. Cuando en 1938 se produjo un sabotaje contra un oleoducto británico en Irak, se descubrió que los atacantes habían sido nacionalistas contactados por Grobba, por lo cual éste huyó de Irak hacia Arabia Saudita, donde se acogió a la protección del rey Ibn Saud, quien ya había tenido conflictos con el gobierno británico. Allí, en noviembre de 1938 Grobba fue designado por el gobierno nazi como embajador ante Arabia Saudita hasta septiembre de 1939.

## Segunda Guerra Mundial
Al estallar la Segunda Guerra Mundial en septiembre de 1939, Arabia Saudita rompió las relaciones con el Tercer Reich y Fritz Grobba volvió a Berlín para seguir trabajando en el Ministerio de Asuntos Exteriores dirigido por Joachim von Ribbentrop. 
El 31 de marzo de 1940, el político iraquí Rashid Ali ocupó el cargo de primer ministro de su país y empezó a desarrollar una política antibritánica y proalemana. Esto le trajo un conflicto con el príncipe 'Abd al-Ilah, regente de Irak, quien destituyó a Rashid Ali en enero de 1941. Éste, no obstante, lanzó un golpe de Estado el 1 de abril de 1941 que derrocó al regente e instaló en Irak un gobierno favorable a las potencias del Eje. Tal situación causó pocas semanas después la Guerra Anglo-Iraquí, en la cual Rashid Ali pidió ayuda al Tercer Reich y a la Italia fascista, y en respuesta a ello el 3 de mayo de 1941 Joachim von Ribbentrop convenció a Hitler de que Fritz Grobba fuera enviado como embajador especial en Irak, llevando consigo un equipo de asesores políticos y militares de la Luftwaffe en apoyo de Rashid Ali.
Grobba y su equipo llegaron a Irak el 10 de mayo y de inmediato empezaron a coordinar la resistencia de las tropas iraquíes contra las fuerzas del Imperio Británico que invadía Irak. La misión militar alemana comprendía solo fuerzas de la Luftwaffe, pero éstas fueron vencidas prontamente por la RAF británica. El 30 de mayo, ante la derrota de Rashid Ali y su régimen, Grobba evacuó a la delegación alemana de Bagdad poco antes de la entrada de las fuerzas británicas en esa ciudad. 
En febrero de 1942 Grobba fue designado plenipotenciario del Reich alemán ante los exiliados árabes en Europa, encargándose del enlace político y la coordinación entre el régimen nazi y estos grupos; en ese cargo Grobba colaboró con el líder religioso árabe Mohammad Amin al-Husayni. En junio de 1944 Grobba fue cesado en el Ministerio de Asuntos Exteriores y pasó a prestar servicios para la administración civil de Sajonia, donde fue capturado como prisionero de guerra por los soviéticos al terminar la contienda en 1945.

## Posguerra
Liberado en 1955, Grobba escribió sus memorias en 1957, presentando su propia versión del fracaso alemán en el Medio Oriente, culpando de ello al racismo de Hitler que le impedía considerar como aliados verdaderos a los pueblos árabes, al extremo de rechazar una completa expulsión de la influencia británica en la zona. Grobba culpó también al poco interés real de los jerarcas nazis por intervenir en la política del Medio Oriente, al que consideraban zona de expansión privativa de Gran Bretaña e Italia. 
Grobba volvió a trabajar en la Alemania Occidental, pero ya no en la diplomacia, sino como especialista en asuntos políticos y económicos del Medio Oriente. Murió en Bonn en 1973.